# Trigophora tokatiana
Trigophora tokatiana är en insektsart som beskrevs av Matsumura 1942. Trigophora tokatiana ingår i släktet Trigophora och familjen spottstritar. Inga underarter finns listade i Catalogue of Life.